# Jewell Loyd
Jewell Loyd (Lincolnwood, 5 de outubro de 1993) é uma jogadora estadunidense de basquete profissional que atualmente joga pelo Seattle Storm da Women's National Basketball Association.
Ela conquistou a medalha de ouro nos Jogos Olímpicos de Verão de 2020 com a seleção dos Estados Unidos.Nos Jogos Olímpicos de Verão de 2024, em Paris, conquistou a medalha de ouro no torneio feminino do basquetebol, após vencer confronto na final contra a equipe francesa por 67–66.